# Pelham Humfrey
Pelham Humfrey, auch Humphrey bzw. Humphrys, (* um 1647; † 14. Juli 1674 in Windsor) war ein englischer Komponist.

## Leben
Der junge Pelham Humfrey gehörte, neben John Blow und William Turner, zu den ersten Sängern der englischen Chapel Royal bei ihrer Neugründung nach der Restauration der englischen Monarchie im Jahre 1660 durch den Master of the Children of the Chapel Royal, Captain Henry Cooke. Nach seinem Stimmbruch verbrachte Humfrey Studienzeit in Frankreich (vermutlich u. a. bei Jean-Baptiste Lully) und Italien. Während seiner Abwesenheit wurde er zum Gentleman of the Chapel Royal ernannt, 1672 wurde er Master of the Children. Zu seinen Schülern dort gehörte der junge Henry Purcell.
Humfrey starb im Alter von nur 26 Jahren, während er mit dem Hofstaat in Windsor weilte.
Aus seinem Werk sind einige Anthems und Services sowie Oden und Masques erhalten.